# Helen Goodman
Helen Catherine Goodman (née le 2 janvier 1958) est une femme politique britannique du parti travailliste, qui est députée de Bishop Auckland entre 2005 et 2019. Depuis 2020, elle est chercheuse associée à l'Université de Durham et membre du conseil consultatif du Durham Energy Institute - travaillant avec eux sur la recherche géothermique. Au cours d'une carrière parlementaire de 14 ans, elle occupe un certain nombre de postes ministériels et ministériels fantômes, notamment leader adjoint de la Chambre des communes, sous-secrétaire d'État parlementaire au ministère du Travail et des Pensions jusqu'en 2010 avec la responsabilité de la pauvreté des enfants et de la garde d'enfants et ministre de l'ombre des Amériques et de l'Extrême-Orient.

## Jeunesse et éducation
La mère de Goodman est une immigrante danoise et son père est un architecte. Née à Nottingham, elle grandit dans le Derbyshire et fait ses études à l'école de son village et à la Lady Manners School, Bakewell, Derbyshire, qui est à l'époque un lycée. Elle étudie les EPI au Somerville College, à Oxford.

## Carrière avant le Parlement
Après avoir obtenu son diplôme de l'Université d'Oxford, elle travaille comme assistante pour le député travailliste Phillip Whitehead. Elle travaille au Trésor comme administratrice de flux rapides, occupant de nombreux postes, notamment au bureau de l'énergie, au bureau des taux de change, à l'unité centrale du budget et aux finances à l'étranger. En 1990-1991, elle est détachée au cabinet du Premier ministre tchécoslovaque pour le conseiller sur leur transition économique après la révolution de velours.
En 1992, elle négocie un accord au sein de l'OCDE pour mettre fin aux subventions gouvernementales sur les exportations d'armes vers les pays très endettés. C'est dans le sillage de l'enquête Scott sur la première guerre en Irak.
Goodman supervise également la mise en place du programme d'efficacité énergétique domestique en 1990, le premier grand programme gouvernemental visant à lutter contre l'efficacité énergétique et la précarité énergétique.
À partir de 1997, elle est directrice de la Commission sur le Futur de l'Angleterre multiethnique (parrainée par le Runnymede Trust). Elle est nommée responsable de la stratégie à la Children's Society en 1998, où elle est impliquée dans le lobbying sur les politiques visant à réduire la pauvreté des enfants. De 2002 jusqu'à son élection à la Chambre des communes, elle est directrice générale de l'Association nationale des bibliothèques de jouets et de loisirs qui soutient 1 000 projets à travers la Grande-Bretagne. Elle est membre de l'Union GMB et du Mouvement chrétien-socialiste, d'Amnesty International et des Amis de la Terre. Elle publie de nombreux articles, notamment dans le Political Quarterly et le Foreign Policy Center.

## Carrière parlementaire
Goodman est sélectionnée comme candidate du parti travailliste pour le siège du comté de Durham de Bishop Auckland aux élections générales de 2005 par le biais d'une liste restreinte de femmes, après la retraite du député travailliste sortant Derek Foster. Goodman gagne le siège avec une majorité de 10 047 voix et prononce son premier discours aux Communes le 25 mai 2005. Elle est réélue en 2010, 2015 et 2017 mais avec des majorités décroissantes de 5218, 3508 et 502 voix respectivement. En 2019, Goodman perd le siège au profit de la candidate conservatrice Dehenna Davison, dont la majorité est de 7 962 voix.
Elle est membre du Comité des comptes publics de mai 2005 à avril 2007 avant de devenir secrétaire privée parlementaire au ministère de la Justice. En juin 2007, elle est nommée leader adjointe de la Chambre des communes, avant d'être nommée whip en octobre 2008. Elle quitte ce poste en juin 2009 pour devenir sous-secrétaire d'État parlementaire au ministère du Travail et des Pensions. Dans ce poste, elle présente la loi sur la pauvreté des enfants dans les statuts, aux côtés de Stephen Timms.
Après les élections générales de 2010, Goodman soutient Ed Miliband à la direction du Parti travailliste. Après son élection à la tête du parti, elle est nommée porte-parole de l'opposition au sein de l'équipe Labour's Justice, avec une responsabilité spéciale pour les prisons et la politique de détermination de la peine. En octobre 2011, elle devient ministre de l'ombre des médias. Dans ce poste, elle fait campagne pour une meilleure protection des enfants en ligne. En octobre 2013, elle est également chargée de la politique des Arts.
En 2010, elle mène une campagne réussie en collaboration avec The Northern Echo pour sauver les peintures de Zurbarán au château d'Auckland lorsque les commissaires de l'Église d'Angleterre menacent de les vendre.
Le 3 décembre 2014, elle devient ministre fantôme de la réforme du bien-être dans le cadre d'un petit remaniement du cabinet fantôme par Ed Miliband. Depuis février 2016, Goodman est également membre du conseil consultatif de Polar Research and Policy Initiative.
Goodman soutient le maintien dans l'UE lors de la campagne référendaire de l'UE en juin 2016 et, lors des élections générales de décembre 2019 est soutenue par la campagne de vote du peuple.

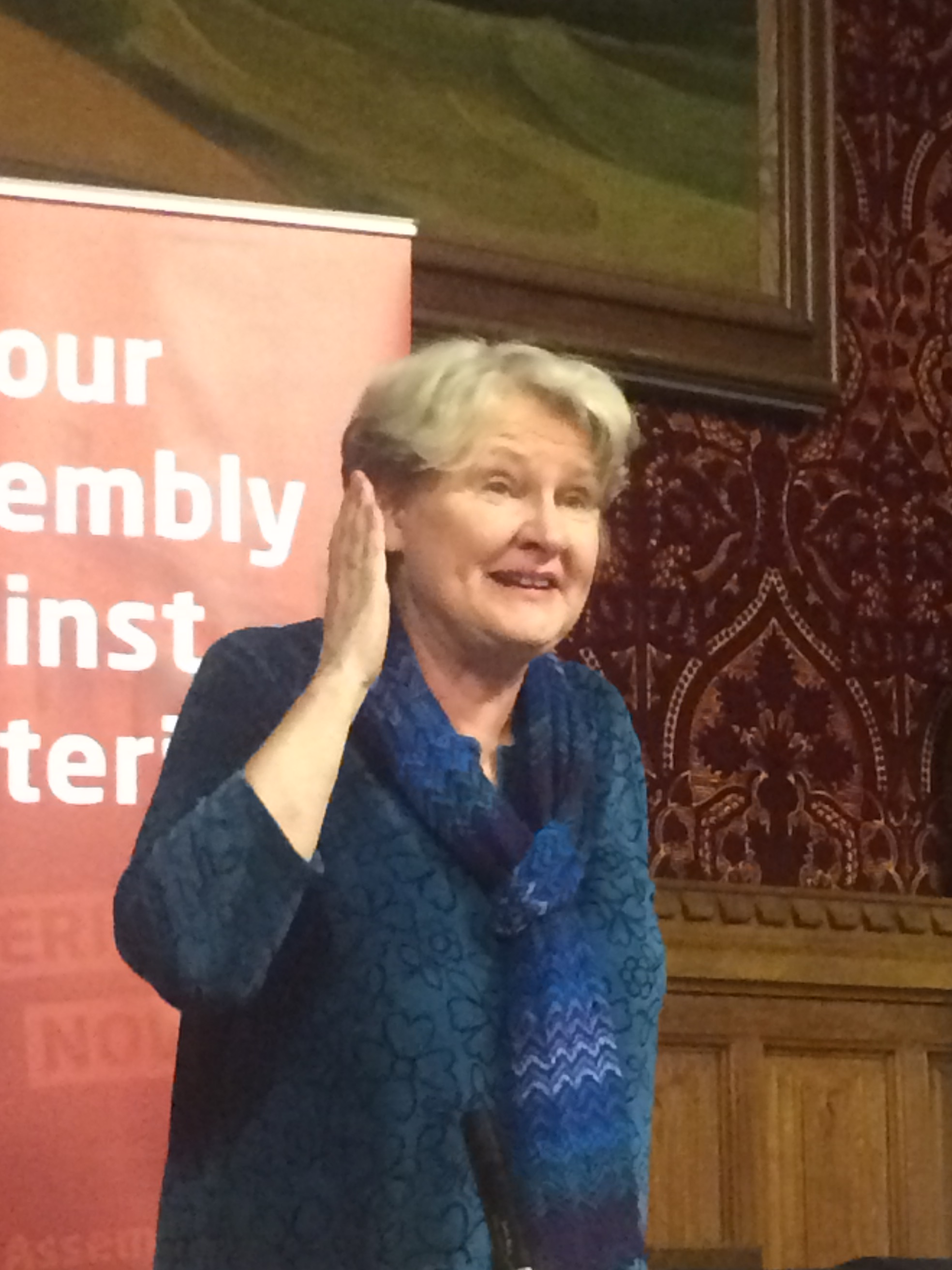
Helen Goodman à la Chambre des communes, en 2016.

En juillet 2017, Goodman est nommé porte-parole junior pour les affaires étrangères et du Commonwealth sous la secrétaire fantôme des Affaires étrangères, Emily Thornberry, chargée des Amériques et de l'Extrême-Orient. En mai 2018, elle dirige avec succès la tentative du Labour de sécuriser les clauses Magnitsky dans le projet de loi sur les sanctions et la lutte contre le blanchiment d'argent au cours de sa phase de comité et joue un rôle déterminant dans une initiative multipartite qui obtient un amendement au projet de loi exigeant des registres publics de la propriété effective dans le Territoires d'outre-mer.
Aux côtés du député conservateur Kenneth Clarke, Goodman développe d'abord le concept de la tenue de votes indicatifs au Parlement pour résoudre l'impasse du Brexit. En mars 2019, lors des votes indicatifs tenus par les députés pour décider de la version du Brexit qu'ils soutenaient, Goodman travaille de nouveau en étroite collaboration avec Ken Clarke pour obtenir un soutien en faveur du maintien dans l'Union douanière de l'UE. L'option de l'union douanière s'est rapprochée le plus de l'obtention d'une majorité globale parmi toutes les autres options, avec trois voix de moins.
En octobre 2019, Goodman est de nouveau sélectionnée par son parti local comme candidate travailliste parlementaire de la circonscription de Bishop Auckland. Lors des élections générales de décembre 2019, Bishop Auckland est l'une des 59 circonscriptions perdues par le Parti travailliste. En décembre 2020, Goodman est sélectionnée comme candidate aux élections du conseil du comté de Durham de 2021, représentant West Auckland dans son ancienne circonscription parlementaire de Bishop Auckland.

## Vie privée
Goodman est marié à Charles Seaford, un Senior Fellow chez Demos . Le couple a deux enfants.